# Windale
Windale är en del av en befolkad plats i Australien. Den ligger i regionen Lake Macquarie Shire och delstaten New South Wales, i den sydöstra delen av landet, omkring 110 kilometer nordost om delstatshuvudstaden Sydney. Antalet invånare är 3 095.
Trakten är tätbefolkad. Närmaste större samhälle är Newcastle, omkring 10 kilometer nordost om Windale. Genomsnittlig årsnederbörd är 1 393 millimeter. Den regnigaste månaden är februari, med i genomsnitt 222 mm nederbörd, och den torraste är juli, med 42 mm nederbörd.